# B13型130毫米舰炮
Б13型130毫米舰炮是苏联于1936年定型的130毫米50倍径单管舰炮，为驱逐舰主炮。也被装备在内河炮舰、布雷舰和辅助舰艇上，并被当做海岸炮、列车炮使用。

## 历史
1929年开始设计一种新型的130毫米45倍径的潜艇甲板炮与老式的1913年型130毫米55倍径Б7舰炮具有相同的外弹道。定装弹、楔型炮闩。设计局总师N. N. Magdasijev ，项目负责人G. N. Rafalovits。设计师有S. A. Morozov, S. A. Zalazaev, B. A. Lever, V. M. Rosenberg与V. I. Kudrjashov。1930年制造。
1932年该炮该型为驱逐舰使用的50倍径、分装弹、螺式炮闩。 1934—35靶场试验修改了发现的问题。1935年开始批产，用于列宁格勒级驱逐领舰与愤怒级驱逐舰。
计划研制55倍径的B-2-U高平兩用双联裝舰炮，最大仰角85°，重48.4公噸（47.6長噸），但由于战争爆发而取消。

## 设计
炮室采用非闭合式装甲防护。弹药室的扬弹机构与炮室不连成一体。螺式炮闩。40条膛线。膛线深度2.7毫米。
分装式弹药，而且没有采用金属药筒，直接用硝化棉药包装药。有专门的紧塞具，其主要部件是装在炮闩闩体上的一个气密垫，由石棉浸油脂压制后包帆布。当装填底火，火炮击发后发射药燃烧时，气密垫在压力下膨胀，把炮尾的缝隙堵塞，做到闭气。如果长时间射击，炮膛过热，药包没有金属药筒保护，可能在炮手关栓前自燃造成伤亡。
反后座装置安装在炮管上下两侧。驻退机为节制杆式，位于火炮上方。复进机为气体液压式，位于火炮下方。任何仰角都可以装弹，但仰角超过+25°影响射速。 炮尾左侧有辅助装弹装置。
岸炮连编制4门火炮，“莫斯科”指挥仪1套、观测仪器31个、“Б-13”装填床1套。舰桥顶部的射击指挥所采用双基座的４米测距仪（北约代号为＂Four Eyes＂）。

### 性能参数
- 全　重：12.8吨
- 俯仰角为：-10度到+45度
- 防盾装甲：13毫米
- 射　速：6-8发/分
- 弹　重：33.4千克（M1928型高爆弹)
- 最大射程：24600米
- 炮口初速：845米/秒（M1911型榴弹），870米/秒（M1928型高爆弹)

## 型号
Б-13最初的型号。重12公噸（12長噸）。手工瞄准。
Б-2ЛМ为双联型号，1938年设计，1939年投产，用于奥尔忠尼启则号驱逐舰与塔什干级驱逐领舰。7U型驱逐舰的Storozhevoi号，也改装了该炮塔。战后，30K型驱逐舰与30bis型驱逐舰也采用了该舰炮。
B-2LMT双联炮塔用于海警舰Sivash与Perekop，以及Shilka级海警舰。重90.9公噸（89.5長噸）.
B-28用于哈桑号浅水重炮舰，重83.7公噸（82.4長噸）.

## 在苏联使用
该炮是二战苏联驱逐舰的主炮。也是SU-100Y自走炮的主炮，一直生产到1954年，累计产量超过千门。作为岸炮使用到苏联解体。1970年代，在穆拉维约夫-阿穆尔斯基半岛部署了20个炮兵连约90门岸炮，用于保护符拉迪沃斯托克。

## 在中国使用
1951年从苏联采购一个岸炮连装备。1954年从苏联太平洋舰队购入四艘二手愤怒级驱逐舰（即6607型驱逐舰），每舰装备了四门Б13型130毫米舰炮。1955年接收了苏联旅大海军基地时，装备包括130毫米岸炮、130毫米列车炮。 该型火炮统称为“130/50岸舰炮”，简称“海130”。1958年金门炮战，从辽东半岛南下的岸炮与列车炮是封锁料罗湾的主力，击沉“台生号”、“美乐”舰，重创“中海号”。驻晋江县围头半岛的海军130岸炮某连涌现了著名战斗英雄安业民。